# Monteverdi-orgel
Het Monteverdi-orgel is een verplaatsbaar orgel dat in 2020 in Nederland gemaakt is op initiatief van Krijn Koetsveld en dat eigendom is van het Nationaal Muziekinstrumenten Fonds (NMF). Het orgel met houten pijpen heeft een kenmerkende klank, die door de Italiaanse componist Claudio Monteverdi in de zeventiende eeuw werd beschreven als delicaat en lieflijk (suave).

## Achtergrond
Koetsveld en het ensemble 'Le Nuove Musiche' zijn al sinds 2007 bezig met het opnemen van de madrigalen van Monteverdi. In de loop van dit project rees het idee om een 'Monteverdi-orgel' te laten bouwen, met de kenmerkende open, houten pijpen. Het idee werd door het Nationaal Muziekinstrumenten Fonds overgenomen. Het duurde anderhalf jaar voordat de bouw van het orgel, door Klop Orgels & Klavecimbels uit Garderen, was voltooid.
Het orgel is voor het eerst bespeeld in een concert op 19 januari 2020 in de Sint-Franciscus-Xaveriuskerk in Amersfoort. Daarvoor was het al te horen in een uitzending van 'Podium Witteman'. 

## Het orgel
Het orgel heeft pijpen van cipressenhout. Het ontwerp is gebaseerd op voorbeelden van instrumenten en decoraties uit Venetië in de vroege zeventiende eeuw. 
De windvoorziening kan met de hand worden gedaan. Daardoor wordt een bijzondere klank gerealiseerd. Maar er kan ook een orgelmotor worden aangesloten.
Het orgel is in Italië beschilderd door Michele Barchi.
Bij de beschrijving van het Monteverdi-orgel wordt gerefereerd aan het (Italiaanse) 'Organo di Legno'. Dit is een orgel met open houten pijpen, waarvan het bekendste bestaande voorbeeld waarschijnlijk het zestiende-eeuwse orgel van de Silberne Kapelle in de Hofkirche van Innsbruck is.
In Italië werden recent door Walter Chinaglia "twee orgels voor Monteverdi" gebouwd. Hij bouwde ook een 'organo di legno' voor het Deutsches Museum.

## Gegevens
Het 'Monteverdi-orgel' is een houten pijporgel dat in 2020 is gebouwd door Klop Orgels & Klavecimbels in Garderen. 
Dispositie:

Principale 8', Ottava 4', Decimaquinta 2', Flauto in Ottava 4', Voce Umana 8' (diskant).

Optioneel:

Flauto 2 2/3, Ripieno 1 1/3 +1